# Carbonificación
La carbonificación es el proceso geológico de formación de materiales con contenido creciente en carbono (turbas y carbones minerales) a partir de materiales orgánicos que se encuentran en la corteza terrestre por transformación gradual a temperaturas moderadas (alrededor de 250 °C) y a alta presión.
La carbonificación es un proceso de deshidrogenación incompleta, con una cinética muchísimo más lenta que la de la carbonización (eliminación de los volátiles de la materia orgánica por calentamiento en ausencia de aire). La carbonificación no es una fosilización, ya que en el caso de la fosilización la materia orgánica se sustituye gradualmente por materia mineral, mientras que en el caso de la carbonización el carbón mineral resultante sigue siendo un compuesto orgánico. 
En la carbonificación existen dos grandes etapas: la diagénesis, en la que tiene lugar descomposición de la materia orgánica por las bacterias hasta formar la turba y el metamorfismo en el que se continúa la carbonificación por la acción del calor y la presión.[cita requerida]
Durante la diagénesis ocurren procesos de descomposición de la materia orgánica debido al ataque de las bacterias aeróbicas, lo que sucede cuando los restos vegetales están cubiertos parcialmente por agua o a poca profundidad donde aún hay oxígeno para que puedan existir estas bacterias. Durante esta etapa se produce una reducción de volumen de hasta un 50%. Una vez que las bacterias consumen todo el oxígeno esta etapa finaliza y comienza la descomposición de la materia orgánica restante por las bacterias anaeróbicas. En esta etapa continúa la descomposición de la materia orgánica produciéndose ácidos húmicos, los cuales van acidificando el medio hasta llegar a un pH 4 en el cual mueren las bacterias anaeróbicas.[cita requerida] De esta manera se forma la turba, sobre la cual se van depositando más restos vegetales que a su vez forman más turba, lo que hace que la temperatura de las capas inferiores vaya aumentando; las transformaciones por metamorfismo comienzan cuando la temperatura alcanza los 100 °C. Con el transcurso de miles de años, más acumulaciones de turba y sedimentos van enterrando cada vez más el carbón mineral que se está formando. Debido al aumento de la temperatura y la presión el carbón mineral va evolucionando desde el lignito hasta la antracita, liberándose gases, sustancias volátiles y aceites, y enriqueciéndose cada vez más en carbono el carbón mineral formado.[cita requerida]
La gran mayoría de los depósitos de carbón mineral se formaron durante el período geológico del Carbonífero. Otros depósitos importantes se formaron durante el Pérmico. Existen también depósitos, menos abundantes pero significantes, formados durante el Triásico y el Jurásico y en menor cantidad en el Cretácico.